# Stéphane Grappelli
Stéphane Grappelli, né le 26 janvier 1908 à Paris, mort le 1er décembre 1997 dans la même ville, est un violoniste, pianiste, et jazzman français. Il fait partie des plus grands violonistes de jazz du XXe siècle et créa le Quintette du Hot Club de France avec Django Reinhardt.

## Biographie

### Origines et jeunesse
Stéphane Grappelli naît le 26 janvier 1908, à l'hôpital Lariboisière dans le 10e arrondissement de Paris, de père italien, Ernesto, né à Nettuno, et de mère française, Anna-Émilie Hanocque, née à Saint-Omer. Il est reconnu par ses parents en novembre 1911, un mois avant leur mariage in extremis. Sa mère meurt alors qu'il n'a que quatre ans.
Vers l'âge de douze ans, il commence à jouer du violon dans les rues et les cours d'immeubles, pour rapporter un peu d'argent à la maison.

### Carrière

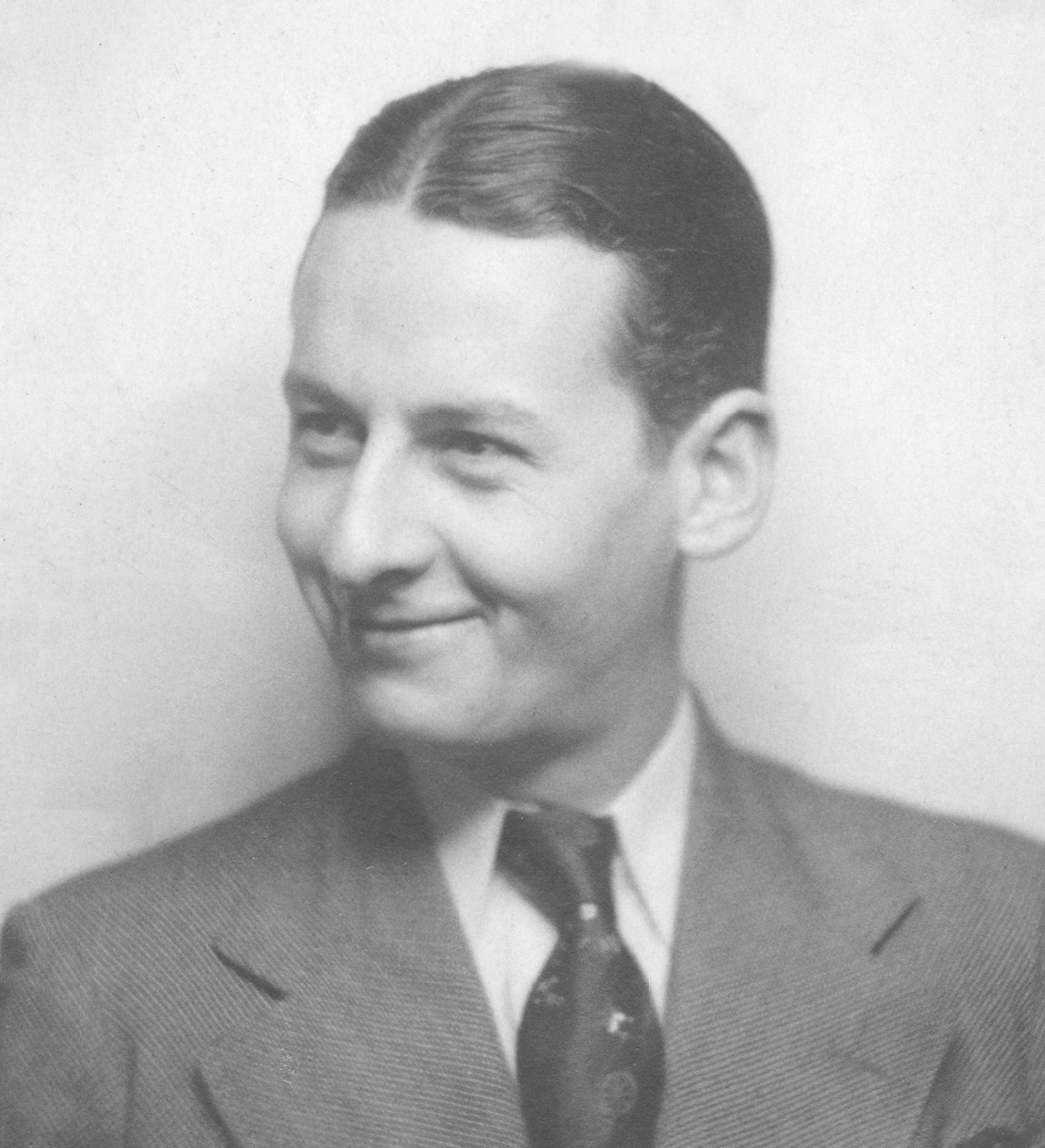
Grappelli en 1933.

Il débute professionnellement en 1923 comme violoniste et pianiste dans les cinémas, pour accompagner les films muets. En 1931 et 1932, il joue dans l’orchestre du club la Croix du Sud, dirigé par André Ekyan, aux côtés de Django Reinhardt et Alix Combelle.
En 1934, lui et Django Reinhardt créent le Quintette du Hot Club de France avec le contrebassiste Louis Vola, ainsi que Joseph Reinhardt (le frère de Django) et Roger Chaput, tous deux à la guitare. Un violon, une contrebasse et trois guitares : le Quintette était né. Ce dernier aura toujours une existence « intermittente », malgré plusieurs tournées et de très nombreux enregistrements.
Parallèlement, il travaille, durant les années 1920 et les années 1930, avec tous les musiciens du moment et fréquente de nombreux orchestres, plus souvent au piano qu'au violon. Il est notamment très présent d'abord comme pianiste, ensuite comme violoniste dans l'orchestre de Krikor Kelekian (dit Grégor), dont la formation, connue sous le nom de Grégor et ses Grégoriens, fait partie des meilleurs orchestres du moment, regroupant la fine fleur des musiciens comme le jeune batteur Jerry Mengo. Il y retrouve notamment son ami le violoniste Michel Warlop, mais également Sylvio Schmidt, talentueux violoniste lui aussi, ou encore Stéphane Mougin, un des meilleurs pianistes de jazz dans cette riche « faune » musicale.
Quand la guerre en 1939 éclate, il se trouve en tournée avec le Quintette du Hot Club de France en Angleterre. Le 3 septembre, lorsque les sirènes se déclenchent, Reinhardt est pris de panique et rentre aussitôt en France, mais Grappelli, malade, reste bloqué à Londres. Il est remplacé à Paris par le clarinettiste et saxophoniste de jazz Hubert Rostaing.
Il passe la guerre en Angleterre, y jouant notamment avec le pianiste George Shearing. Il y développe sa carrière de manière importante, peaufinant et affinant sa technique, son style, sa musicalité, et y compose beaucoup. Quand il retrouve Django Reinhardt, en 1946, ils jouent et enregistrent spontanément La Marseillaise rebaptisée Echoes of France pour cause d'enregistrement en Angleterre. L'enregistrement fait scandale[pourquoi ?] et la matrice est d'ailleurs détruite.

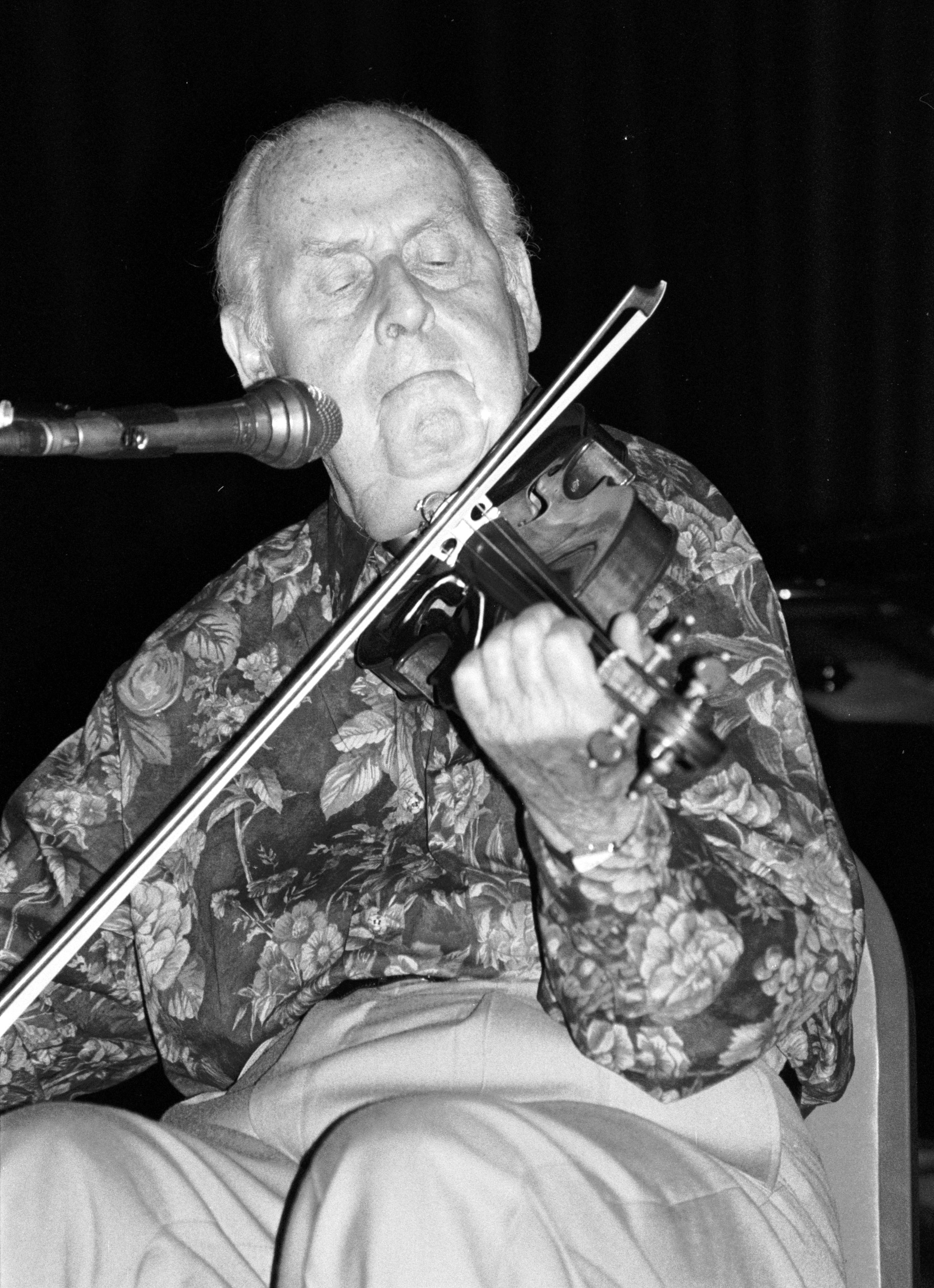
Grappelli en 1991.

Après son partenariat avec Reinhardt — qui a donné naissance au « swing manouche » — il enregistre plus d'une centaine de disques avec nombres de musiciens, notamment avec Oscar Peterson, Jean-Luc Ponty, Philip Catherine, Michel Petrucciani, le Rosenberg trio, le chanteur Paul Simon, David Grisman ou encore Yehudi Menuhin ; sans oublier ses collaborations avec des grands noms de la musique du monde, tel que le violoniste indien Lakshminarayana Subramaniam. Il a également joué du violon sur le titre Wish You Were Here de Pink Floyd, mais la prise n'a pas été utilisée dans le mixage final pour la sortie de l'album éponyme original en 1975.
Il est aussi le compositeur et interprète des morceaux originaux constituant la bande-son du film Les Valseuses de Bertrand Blier sorti en 1974, ainsi que de la musique de Milou en mai, film de Louis Malle de 1989.
Après avoir joué en quartet ou trio avec guitares (Diz Disley, Ike Isaac, Martin Taylor, Louis Stewart, Bucky Pizzarelli…) et contrebasse (Patrice Caratini, Jack Sewing, Jon Burr…) depuis le début des années 1970, il termine sa carrière au sein d'un trio comprenant Marc Fosset à la guitare et Jean-Philippe Viret à la contrebasse.

### Mort

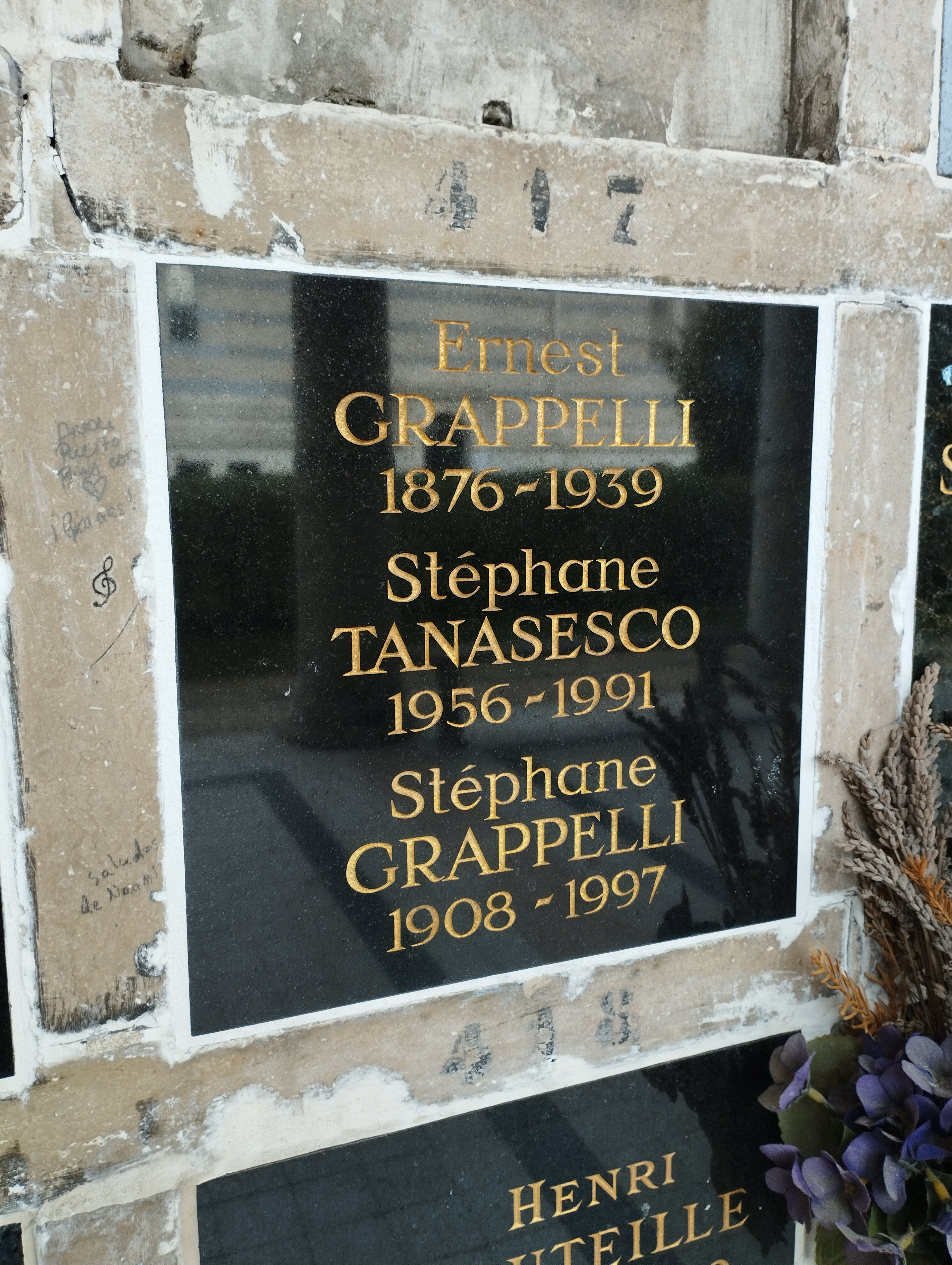
Plaque funéraire de Stéphane Grappelli au columbarium du cimetière du Père-Lachaise.

Il meurt à l'âge de 89 ans le 1er décembre 1997 dans le 11e arrondissement de Paris. Ses cendres reposent au columbarium du Père-Lachaise (division 87 ; case 417).

### Instrument
Grappelli jouait avec un violon fait par Pierre Jean Henri Hel.

### Décorations
- Commandeur de la Légion d'honneur
- Commandeur de l'ordre national du Mérite
- Officier de l'ordre des Arts et des Lettres (1981)[12].

## Discographie

### Albums
- Improvisations (en) (Paris, 1956)
- Djangology : Django Reinhardt the gypsy genius (1936 à 1940)
- Stéphane Grappelli et Django Reinhart, the Gold Edition (1934 à 1937, copyright 1998)
- Stuff and Steff avec Stuff Smith (Barclay, 1966)
- Stéphane Grappelli 1992 Live (1992, Verve)
- Stéphane Grappelli à Tokyo (1991, A&M Records)
- Just One Of Those Things (1984, EMI Studios)
- Stéphane Grappelli Live at the Blue Note (1996, Telarc Jazz)
- Bill Coleman avec Django et Stéphane Grappelli 1936 à 1938 (reprise 1985, DRG Records)
- Fascinating Rhythm (1986, Jazz Life)
- Parisian Thoroughfare (1997, Laserlight)
- Martin Taylor Reunion (1993, Linn Records)
- The Intimate Grappelli (1988, Jazz Life)
- Jazz Masters (20+-year compilation, 1994, Verve)
- Legrand Grappelli (1992, Verve)
- Oscar Peterson Skol (1979, reprise 1990 Pablo)
- Hommage à Django (1972, reprise 1976 Classic Jazz)
- Bach to the Beatles (1991, Academy Sound)
- Stéphane Grappelli Plays Jerome Kern (1987, GRP)
- How Can You Miss, avec Louis Bellson et Phil Woods (1989, Rushmore)
- Young Django (1979, MPS)
- Live in San Francisco (1986, Blackhawk)
- 85 and Still Swinging (1983, Angel)
- Stéphane Grappelli & Friends (1970, Philips)
- Vintage 1981 (1981, Concord)
- Jean-Luc Ponty Violin Summit (1989, Jazz Life)
- Martin Taylor: We've Got The World on a String (1984, EMI)
- Stuff Smith: Violins No End (1984, Pablo)
- Sonny Lester Collection (1980, LRC)
- Stéphane Grappelli et Joe Venuti: Venupelli Blues (1979, Affinity)
- Shades of Django (1975, MPS)
- Afternoon in Paris (1971, MPS)
- Live at Carnegie Hall (1978, Signature)
- Jazz 'Round Midnight (1989, Verve)
- Unique Piano Session Paris 1955 (1955, Jazz Anthology)
- Stéphane Grappelli and Cordes (1977, Musidisc)
- Satin Doll (1975, Vanguard)
- Manoir de mes rêves (1972, Musidisc)
- My Other Love au piano (1990 CBS records)
- Grappelli joue George Gershwin (1984, Musidisc)
- Stéphane Grappelli (PYE)
- Stéphane Grappelli - I got rhythm! (1974, Black Lion Records) avec Diz Disley (en), Denny Wright (en) et Len Skeat (en) enregistré au Queen Elizabeth Hall, Londres, 5 novembre 1973
- Diz Disley (en) Live at Carnegie Hall (1983, Dr Jazz)
- The Rock Peter and the Wolf (en) (1976 RSO Records) (2007 CD Verdant Records) avec Jack Lancaster (en), Phil Collins, Brian Eno, Gary Brooker, Gary Moore, Alvin Lee. Manfred Mann etc.
- 1990 : One on One (en), avec McCoy Tyner (Milestone)
- Stephane Grappelli live in Warsaw with McCoy Tyner, (1999, The Essence TBP 1036)

### Collaborations
- Duke Ellington, Duke Ellington's Jazz Violin Session (1963, Paris)
- Claude Bolling, First Class (1992, Milan)
- Gary Burton, Paris Encounter (1972, Atlantic)
- Hubert Clavecin, Dansez sur vos souvenirs (Musidisc)
- David Grisman, Live (1981, Warner Brothers)
- Barney Kessel, Remember Django (1969, Black Lion Records)
- Barney Kessel, Limehouse Blues (1972, Black Lion)
- Sacha Distel, Ma première guitare (1972, La Voix de son maître)
- Yo-Yo Ma, Anything Goes (1989)
- Yehudi Menuhin, Menuhin et Grappelli jouent Berlin, Kern, Porter and Rodgers & Hart (1973 to 1985, EMI)
- Yehudi Menuhin, Jalousie (1975, EMI)
- Helen Merrill (1986, Music Makers)
- Oscar Peterson (1973, Musicdisc)
- Pink Floyd, Wish You Were Here (1975)[13]
- Peter and the Wolf, artistes variés (1976, RSO Records) — incluant Phil Collins, Brian Eno, Gary Moore, etc.
- Trio George Shearing, La Réunion (1977, MPS)
- Martial Solal, Happy Reunion (1980, MPO)
- Jean-Luc Ponty, Compact Jazz (1988, MPS)
- Martial Solal, Olympia 1988 (1988, Atlantic)
- Marc Fosset, Stephanova (Concord Jazz, 1983)
- L. Subramaniam, Conversations (1992, Milestone)
- Toots Thielemans, Bringing it Together (1984, Cymekob)
- Joe Venuti, Best of Jazz Violins (1989, LRC)
- Violin Summit, Stéphane Grappelli, Stuff Smith, Svend Asmussen, Jean-Luc Ponty (1967, Polygram)
- Baden Powell, La Grande Réunion (1974, Accord)
- Paul Simon, Paul Simon - Hobo's Blues (Columbia 1972)
- Earl Hines, Stéphane Grappelli rencontre Earl Hines
- Michel Petrucciani, Flamingo (1995)

### Prix
- Prix In Honorem de l'académie Charles-Cros en 1969
- Victoire de la musique du musicien de jazz de l'année 1987
- Grand prix de la SACEM 1995[14]
- Grammy du couronnement d'une carrière en 1997

## Vidéographie
- [vidéo] « J'Attendrai - Django Reinhardt / Stephane Grappelli / Hot Club de France (1939) », sur YouTube. Rare document d'époque.
- [vidéo] « Stéphane Grappelli 1961 Minor Swing with Pierre Cullaz and Léo Petit Guitars », sur YouTube. Générique final d'une émission musicale de Jean-Christophe Averty consacrée à Stéphane Grappelli accompagné de Daniel Humair (batterie), Pierre Cullaz (en) (guitare), Guy Pedersen (contrebasse) et Léo Petit (guitare) qui jouent Minor Swing, une des plus célèbres compositions de Django Reinhardt et Stéphane Grappelli, enregistrée pour la première fois en 1937 par le Quintette du Hot Club de France et devenue un standard du jazz manouche.
- [vidéo] « Live in San Francisco Stephane Grapelli », sur YouTube, avec David Grisman à la mandoline (1982).

## Hommage
- La rue Stéphane-Grappelli lui rend hommage à Paris 17e.